# Crocq
Crocq är en kommun i departementet Creuse i regionen Nouvelle-Aquitaine i de centrala delarna av Frankrike. Kommunen ligger i kantonen Crocq som tillhör arrondissementet Aubusson. År 2022 hade Crocq 389 invånare.

## Befolkningsutveckling
Antalet invånare i kommunen Crocq
Referens:INSEE